# Château de Pizançon
Le château de Pizançon, est un château de plaisance et d'habitation, construit durant le XIXe siècle, à Chatuzange-le-Goubet, situé dans le département de la Drôme, en France.
Ancienne propriété de la famille des Poitiers-Valentinois puis de la famille de la Croix de Chevrières, le château actuel a été bâti par cette dernière famille à l'emplacement d'un ancien château féodal, pillé et brûlé en 1793.

## Historique
Durant le IXe siècle, l'ancien château de Pizançon est tout d'abord une maison forte avant ensuite d'évoluer en un château médiéval. Vers la fin de la période médiévale, les terres de Pizançon sont le fief de Charles de Poitiers-Valentinois (1330-1410), seigneur de Clérieux et de Saint-Vallier avant de passer à la famille de La Croix-Chevrières à la fin du XVIe siècle.
Durant la Révolution française, le château fut saccagé et brûlé en 1793 par les soldats d’un bataillon de l’Hérault, qui passait par la ville de Romans. Il a été ensuite reconstruit durant la première moitié du XIXe siècle par le marquis de La Croix-Chevrières, dans son architecture actuelle.
Durant la Première Guerre mondiale, Les bâtiments furent aménagés en hôpital auxiliaire afin d'y soigner les blessés et les malades de l’armée. Il a ensuite été réhabilité en lieu d’habitation et accueille aujourd’hui plusieurs logements. Il s'agit d'une propriété privée qui n'est pas ouvert aux visites.

## Architecture
Le château féodal comprenait quatre corps de logis formant une tour carrée avec, à chaque angle, de vastes pavillons.
Le château contemporain  se présente sous la forme d'un plan en U avec chapelle installée dans une petite tour. Sa façade et son escalier intérieur lui ont permis d'être inscrit et classé partiellement au titre des Monuments historiques par des arrêtés du 15 octobre 1982.